# The Verve/Diskografie
Diese Diskografie ist eine Übersicht über die musikalischen Werke der britischen Indie-Rock-Band The Verve. Den Schallplattenauszeichnungen zufolge hat sie bisher mehr als 13,3 Millionen Tonträger verkauft, davon alleine in ihrer Heimat über 7,5 Millionen. Ihre erfolgreichste Veröffentlichung ist das Album Urban Hymns mit über 5,6 Millionen verkauften Einheiten.

## Alben

### Studioalben
| Jahr | Titel Musiklabel                          | Höchstplatzierung, Gesamtwochen, AuszeichnungChartplatzierungen (Jahr, Titel, Musiklabel, Platzierungen, Wochen, Auszeichnungen, Anmerkungen) | Höchstplatzierung, Gesamtwochen, AuszeichnungChartplatzierungen (Jahr, Titel, Musiklabel, Platzierungen, Wochen, Auszeichnungen, Anmerkungen) | Höchstplatzierung, Gesamtwochen, AuszeichnungChartplatzierungen (Jahr, Titel, Musiklabel, Platzierungen, Wochen, Auszeichnungen, Anmerkungen) | Höchstplatzierung, Gesamtwochen, AuszeichnungChartplatzierungen (Jahr, Titel, Musiklabel, Platzierungen, Wochen, Auszeichnungen, Anmerkungen) | Höchstplatzierung, Gesamtwochen, AuszeichnungChartplatzierungen (Jahr, Titel, Musiklabel, Platzierungen, Wochen, Auszeichnungen, Anmerkungen) | Anmerkungen                              |
| Jahr | Titel Musiklabel                          | DE | AT | CH | UK | US | Anmerkungen                              |
| ---- | ----------------------------------------- | --- | --- | --- | --- | --- | ---------------------------------------- |
| 1993 | A Storm in Heaven Hut Recordings (Virgin) | — | — | — | UK27 Gold · (2 Wo.)UK | — | Erstveröffentlichung: 15. Juni 1993      |
| 1995 | A Northern Soul Hut Recordings (Virgin)   | — | — | — | UK13 Gold · (17 Wo.)UK | — | Erstveröffentlichung: 3. Juli 1995       |
| 1997 | Urban Hymns Hut Recordings (Virgin)       | DE11 Platin · (56 Wo.)DE | AT9 (27 Wo.)AT | CH13 Platin · (28 Wo.)CH | UK1 ×11Elffachplatin · (161 Wo.)UK | US23 Platin · (46 Wo.)US | Erstveröffentlichung: 29. September 1997 |
| 2008 | Forth Parlophone (EMI)                    | DE10 (8 Wo.)DE | AT11 (8 Wo.)AT | CH6 (9 Wo.)CH | UK1 Platin · (18 Wo.)UK | US23 (2 Wo.)US | Erstveröffentlichung: 18. August 2008    |

### Kompilationen
| Jahr | Titel Musiklabel                                      | Höchstplatzierung, Gesamtwochen, AuszeichnungChartplatzierungen (Jahr, Titel, Musiklabel, Platzierungen, Wochen, Auszeichnungen, Anmerkungen) | Höchstplatzierung, Gesamtwochen, AuszeichnungChartplatzierungen (Jahr, Titel, Musiklabel, Platzierungen, Wochen, Auszeichnungen, Anmerkungen) | Höchstplatzierung, Gesamtwochen, AuszeichnungChartplatzierungen (Jahr, Titel, Musiklabel, Platzierungen, Wochen, Auszeichnungen, Anmerkungen) | Höchstplatzierung, Gesamtwochen, AuszeichnungChartplatzierungen (Jahr, Titel, Musiklabel, Platzierungen, Wochen, Auszeichnungen, Anmerkungen) | Höchstplatzierung, Gesamtwochen, AuszeichnungChartplatzierungen (Jahr, Titel, Musiklabel, Platzierungen, Wochen, Auszeichnungen, Anmerkungen) | Anmerkungen                             |
| Jahr | Titel Musiklabel                                      | DE | AT | CH | UK | US | Anmerkungen                             |
| ---- | ----------------------------------------------------- | --- | --- | --- | --- | --- | --------------------------------------- |
| 1994 | No Come Down Hut Recordings (Virgin)                  | — | — | — | — | — | Erstveröffentlichung: 17. Mai 1994      |
| 2004 | This Is Music: The Singles 92–98 Virgin Records (EMI) | — | AT59 (1 Wo.)AT | — | UK15 Platin · (29 Wo.)UK | — | Erstveröffentlichung: 28. November 2004 |

### EPs
| Jahr | Titel Musiklabel                     | Anmerkungen                                                          |
| ---- | ------------------------------------ | -------------------------------------------------------------------- |
| 1992 | The Verve EP Hut Recordings (Virgin) | Erstveröffentlichung: 1. Dezember 1992                               |
| 1993 | Voyager 1 Jolly Roger Recordings     | Erstveröffentlichung: 1. März 1993; Live-EP; auf 700 Stück limitiert |

## Singles
| Jahr | Titel Album                       | Höchstplatzierung, Gesamtwochen, AuszeichnungChartplatzierungen (Jahr, Titel, Album, Platzierungen, Wochen, Auszeichnungen, Anmerkungen) | Höchstplatzierung, Gesamtwochen, AuszeichnungChartplatzierungen (Jahr, Titel, Album, Platzierungen, Wochen, Auszeichnungen, Anmerkungen) | Höchstplatzierung, Gesamtwochen, AuszeichnungChartplatzierungen (Jahr, Titel, Album, Platzierungen, Wochen, Auszeichnungen, Anmerkungen) | Höchstplatzierung, Gesamtwochen, AuszeichnungChartplatzierungen (Jahr, Titel, Album, Platzierungen, Wochen, Auszeichnungen, Anmerkungen) | Höchstplatzierung, Gesamtwochen, AuszeichnungChartplatzierungen (Jahr, Titel, Album, Platzierungen, Wochen, Auszeichnungen, Anmerkungen) | Anmerkungen                                                      |
| Jahr | Titel Album                       | DE | AT | CH | UK | US | Anmerkungen                                                      |
| ---- | --------------------------------- | --- | --- | --- | --- | --- | ---------------------------------------------------------------- |
| 1992 | All in the Mind –                 | — | — | — | — | — | Erstveröffentlichung: 9. März 1992                               |
| 1992 | She’s a Superstar The Verve E.P.  | — | — | — | UK66 (1 Wo.)UK | — | Erstveröffentlichung: 22. Mai 1992                               |
| 1992 | Gravity Grave The Verve E.P.      | — | — | — | — | — | Erstveröffentlichung: 5. Oktober 1992                            |
| 1993 | Blue A Storm in Heaven            | — | — | — | UK69 (1 Wo.)UK | — | Erstveröffentlichung: 10. Mai 1993 erschien in den USA erst 1994 |
| 1993 | Slide Away A Storm in Heaven      | — | — | — | — | — | Erstveröffentlichung: 20. September 1993                         |
| 1995 | This Is Music A Northern Soul     | — | — | — | UK35 (3 Wo.)UK | — | Erstveröffentlichung: 1. Mai 1995                                |
| 1995 | On Your Own A Northern Soul       | — | — | — | UK28 (2 Wo.)UK | — | Erstveröffentlichung: 12. Juni 1995                              |
| 1995 | History A Northern Soul           | — | — | — | UK24 (3 Wo.)UK | — | Erstveröffentlichung: 18. September 1995                         |
| 1997 | Bitter Sweet Symphony Urban Hymns | DE37 Gold · (22 Wo.)DE | AT15 (12 Wo.)AT | CH15 (29 Wo.)CH | UK2 ×4Vierfachplatin · (56 Wo.)UK | US12 Gold · (20 Wo.)US | Erstveröffentlichung: 16. Juni 1997                              |
| 1997 | The Drugs Don’t Work Urban Hymns  | DE87 (7 Wo.)DE | — | — | UK1 Platin · (20 Wo.)UK | — | Erstveröffentlichung: 1. September 1997                          |
| 1997 | Lucky Man Urban Hymns             | DE89 (5 Wo.)DE | — | — | UK7 Platin · (17 Wo.)UK | — | Erstveröffentlichung: 24. November 1997                          |
| 1998 | Sonnet Urban Hymns                | — | — | — | UK74 Gold · (4 Wo.)UK | — | Erstveröffentlichung: 2. März 1998                               |
| 2008 | Love Is Noise Forth               | DE26 (9 Wo.)DE | AT29 (10 Wo.)AT | CH26 (11 Wo.)CH | UK4 Silber · (12 Wo.)UK | — | Erstveröffentlichung: 4. August 2008                             |
| 2008 | Rather Be Forth                   | — | — | — | UK56 (1 Wo.)UK | — | Erstveröffentlichung: 17. November 2008                          |

## Videoalben
| Jahr | Titel                                 | Höchstplatzierung, Gesamtwochen, AuszeichnungChartplatzierungen (Jahr, Titel, Platzierungen, Wochen, Auszeichnungen, Anmerkungen) | Höchstplatzierung, Gesamtwochen, AuszeichnungChartplatzierungen (Jahr, Titel, Platzierungen, Wochen, Auszeichnungen, Anmerkungen) | Höchstplatzierung, Gesamtwochen, AuszeichnungChartplatzierungen (Jahr, Titel, Platzierungen, Wochen, Auszeichnungen, Anmerkungen) | Höchstplatzierung, Gesamtwochen, AuszeichnungChartplatzierungen (Jahr, Titel, Platzierungen, Wochen, Auszeichnungen, Anmerkungen) | Höchstplatzierung, Gesamtwochen, AuszeichnungChartplatzierungen (Jahr, Titel, Platzierungen, Wochen, Auszeichnungen, Anmerkungen) | Anmerkungen |
| Jahr | Titel                                 | DE | AT | CH | UK | US | Anmerkungen |
| ---- | ------------------------------------- | --- | --- | --- | --- | --- | --- |
| 1992 | Verve in Concert                      | — | — | — | — | — | Erstveröffentlichung: 1992 Livekonzert in der Camden Town Hall, London                                                                           |
| 1994 | Live in Germany                       | — | — | — | — | — | Erstveröffentlichung: 1994 Livekonzert im Schlachthof, Frankfurt                                                                                 |
| 1999 | The Video ’96-’98                     | — | — | — | UK3 Gold · (32 Wo.)UK | — | Erstveröffentlichung: 1999 Mitschnitte aus den Studiosessions, Konzertausschnitte der US-Tournee 1997 und des Homecoming-Gig in Wigan 1998       |
| 2004 | This Is Music: The Singles ’92-’98    | — | — | — | — | — | Erstveröffentlichung: 2004 Enthält Videoclips der Band von All in the Mind bis Sonnet                                                            |
| 2007 | Glastonbury: The Movie – 9. Juli 2007 | — | — | — | — | — | Erstveröffentlichung: 2007 Film über das Glastonbury Festival von 1993 Enthält diverses Live- und Backstage-Material zu dem ’93er Verve-Auftritt |

## Sonderveröffentlichungen
| Jahr | Soundtrack          | Titel                 |
| ---- | ------------------- | --------------------- |
| 1993 | Sliver              | Star Sail             |
| 1994 | Nadja               | One Way To Go         |
| 1994 | The New Age         | Six O’Clock           |
| 1995 | The Doom Generation | Already There         |
| 1998 | The Acid House      | On Your Own           |
| 1999 | Eiskalte Engel      | Bitter Sweet Symphony |
| 2004 | The Girl Next Door  | Lucky Man             |
| 2009 | Marley & Me         | Lucky Man             |

## Statistik

### Chartauswertung
|                     | DE    | AT    | CH    | UK    | US    |
| ------------------- | ----- | ----- | ----- | ----- | ----- |
| Nummer-eins-Alben   | DE—DE | AT—AT | CH—CH | UK2UK | US—US |
| Top-10-Alben        | DE1DE | AT1AT | CH1CH | UK2UK | US—US |
| Alben in den Charts | DE2DE | AT3AT | CH2CH | UK5UK | US2US |

|                       | DE    | AT    | CH    | UK     | US    |
| --------------------- | ----- | ----- | ----- | ------ | ----- |
| Nummer-eins-Singles   | DE—DE | AT—AT | CH—CH | UK1UK  | US—US |
| Top-10-Singles        | DE—DE | AT—AT | CH—CH | UK4UK  | US—US |
| Singles in den Charts | DE4DE | AT2AT | CH2CH | UK11UK | US1US |

|                          | DE    | AT    | CH    | UK    | US    |
| ------------------------ | ----- | ----- | ----- | ----- | ----- |
| Nummer-eins-Videoalben   | DE—DE | AT—AT | CH—CH | UK—UK | US—US |
| Top-10-Videoalben        | DE—DE | AT—AT | CH—CH | UK1UK | US—US |
| Videoalben in den Charts | DE—DE | AT—AT | CH—CH | UK1UK | US—US |

### Auszeichnungen für Musikverkäufe
| Silberne Schallplatte - Frankreich - 1998: für die Single Bitter Sweet Symphony Goldene Schallplatte - Argentinien - 1997: für das Album Urban Hymns - Australien - 1997: für die Single Bitter Sweet Symphony - Brasilien - 2024: für die Single Bitter Sweet Symphony - Dänemark - 2024: für die Single Bitter Sweet Symphony - Irland - 2005: für das Album This Is Music: The Singles 92–98 - 2008: für das Album Forth - Japan - 1999: für das Album Urban Hymns - Neuseeland - 2021: für das Album This Is Music: The Singles 92–98 | Platin-Schallplatte - Belgien - 2007: für das Album Urban Hymns - Brasilien - 2025: für das Album This Is Music: The Singles 92–98 - Frankreich - 1997: für das Album Urban Hymns - Italien - 2025: für das Album Urban Hymns - Niederlande - 1998: für das Album Urban Hymns - Spanien - 1998: für das Album Urban Hymns - Schweden - 1998: für das Album Urban Hymns 2× Platin-Schallplatte - Italien - 2024: für die Single Bitter Sweet Symphony - Kanada - 1997: für das Album Urban Hymns - Spanien - 2024: für die Single Bitter Sweet Symphony | 3× Platin-Schallplatte - Australien - 1997: für das Album Urban Hymns 4× Platin-Schallplatte - Neuseeland - 2025: für die Single Bitter Sweet Symphony 5× Platin-Schallplatte - Europa - 1997: für das Album Urban Hymns - Neuseeland - 1997: für das Album Urban Hymns |

Anmerkung: Auszeichnungen in Ländern aus den Charttabellen bzw. Chartboxen sind in ebendiesen zu finden.
| Land/RegionAuszeichnungen für Musikverkäufe (Land/Region, Auszeichnungen, Verkäufe, Quellen) | Silber     | Gold       | Platin       | Verkäufe    | Quellen                                                        |
| -------------------------------------------------------------------------------------------- | ---------- | ---------- | ------------ | ----------- | -------------------------------------------------------------- |
| Argentinien (CAPIF)                                                                          | —          | Gold1      | —            | 30.000      | capif.org.ar (Memento vom 20. August 2011 im Internet Archive) |
| Australien (ARIA)                                                                            | —          | Gold1      | 3× Platin3   | 245.000     | aria.com.au                                                    |
| Belgien (BRMA)                                                                               | —          | —          | Platin1      | 50.000      | ultratop.be                                                    |
| Brasilien (PMB)                                                                              | —          | Gold1      | Platin1      | 155.000     | pro-musicabr.org.br                                            |
| Dänemark (IFPI)                                                                              | —          | Gold1      | —            | 45.000      | ifpi.dk                                                        |
| Deutschland (BVMI)                                                                           | —          | Gold1      | Platin1      | 750.000     | musikindustrie.de                                              |
| Europa (IFPI)                                                                                | —          | —          | 5× Platin5   | (5.000.000) | ifpi.org (Memento vom 1. Januar 2014 im Internet Archive)      |
| Frankreich (SNEP)                                                                            | Silber1    | —          | Platin1      | 425.000     | infodisc.fr                                                    |
| Irland (IRMA)                                                                                | —          | 2× Gold2   | —            | 15.000      | irishcharts.ie                                                 |
| Italien (FIMI)                                                                               | —          | —          | 3× Platin3   | 250.000     | fimi.it                                                        |
| Japan (RIAJ)                                                                                 | —          | Gold1      | —            | 100.000     | riaj.or.jp                                                     |
| Kanada (MC)                                                                                  | —          | —          | 2× Platin2   | 200.000     | musiccanada.com                                                |
| Neuseeland (RMNZ)                                                                            | —          | Gold1      | 9× Platin9   | 202.500     | NZ2                                                            |
| Niederlande (NVPI)                                                                           | —          | —          | Platin1      | 100.000     | nvpi.nl                                                        |
| Schweden (IFPI)                                                                              | —          | —          | Platin1      | 80.000      | sverigetopplistan.se                                           |
| Schweiz (IFPI)                                                                               | —          | —          | Platin1      | 50.000      | hitparade.ch                                                   |
| Spanien (Promusicae)                                                                         | —          | —          | 3× Platin3   | 220.000     | elportaldemusica.es                                            |
| Vereinigte Staaten (RIAA)                                                                    | —          | Gold1      | Platin1      | 1.500.000   | riaa.com                                                       |
| Vereinigtes Königreich (BPI)                                                                 | Silber1    | 4× Gold4   | 19× Platin19 | 8.125.000   | bpi.co.uk                                                      |
| Insgesamt                                                                                    | 2× Silber2 | 14× Gold14 | 52× Platin52 |             |                                                                |